# Ecrobia
Ecrobia is een geslacht van weekdieren uit de klasse van de Gastropoda (slakken).

## Soorten
- Ecrobia grimmi (Clessin & Dybowski, 1888)
- Ecrobia maritima (Milaschewitsch, 1916)
- Ecrobia truncata (Vanatta, 1924)
- Ecrobia ventrosa (Montagu, 1803) = Opgezwollen brakwaterhorentje